# Степова повсть
Степова повсть (степова повстина) — відмерлі сухі стебла та листя, що знаходяться на поверхні степових цілинних ґрунтів, ґрунтовий горизонт (шар) з відмерлих, злежаних, але ще не повністю розкладених решток трав'янистої рослинності. За своїм походженням і ролі в екосистемі степова повсть в степах є аналогом  лісової підстилки в лісах. На болотах аналог степової повстини називається очісом.

## Утворення степової повсті
Степова повсть формується під природними степовими угрупованнями (травами). Щоосені надземні органи рослин відмирають і потрапляють на поверхню ґрунту. З цього моменту починається процес їх  розкладання. На швидкість цього процесу впливає кількість тепла і вологи, а також біологічна активність ґрунту. В степах завдяки наявності холодних (зима) і посушливих (літо) сезонів, відмерла рослинність не встигає розкластися за один рік. В результаті новий опад нашаровується на старий, і утворюється пухкий килим з рослинних решток — степова повсть. Вона має товщину від 2-3 до 5 і більше см.
Утворенню степової повсті у природних умовах заважають пожежі, поїдання і витоптування рослинності  копитними тваринами. А на оброблюваних людиною угіддях накопиченню степової повсті перешкоджають обробіток, сінокосіння і випас худоби. У зв'язку з масовою оранкою степів, в даний час степова повсть зустрічається в основному на невеликих ділянках заповідних степів, на яких сінокосіння не проводиться. За межами заповідників її зрідка можна виявити на перелогах і ділянках, не придатних для випасу і сінокосіння.
Окрім степової повсті, відмерлі органи рослин в степах можуть існувати у вигляді дрантя. Дрантям називають засохлі пагони, які не втратили зв'язок з рослиною (стоять на корені). Також дрантя позначають словом калдан. Утворення дрантя передує утворенню степової повсті.
У різних типах степів співвідношення степової повсті, дрантя і зелених пагонів різниться. Для типових степів структура наземної фітомаси на 50 % складається із зелених пагонів, на 35 % — з дрантя і на 15 % — зі степової повсті. У лугових степах частка зелених пагонів падає до 40-45 %, а дрантя і степова повсть в сукупності складають 55-60 % наземної фітомаси. В американських преріях, де випадає до 1000 мм опадів в рік, частка зелених пагонів знижується до 30-20 %, а частка дрантя і підстилки зростає до 70-80 % 

## Вплив на розвиток ґрунтів
Степова повсть є першим, верхнім горизонтом ґрунту, зазвичай позначається Нс. Цей горизонт характерний для нерозораних степових ґрунтів. Він є одним із джерел утворення гумусу. Також його наявність позначається на зволоженні і температурному режимі нижчих шарів ґрунту.
Завдяки степовій повсті поліпшується затримання снігу на поверхні ґрунту. А її висока вологоємність сприяє поглинанню дощових і талих снігових вод. В результаті зменшується поверхневий стік і збільшується внутрішньоґрунтовий. Сприяючи ослаблення поверхневих потоків води, степова повсть служить фактором, що стримує ерозію.
Також степова повсть має хороші теплоізоляційні властивості. Вона зменшує коливання температури в ґрунті і скорочує випаровування вологи з нього. При вирощуванні деяких сільськогосподарських культур застосовують мульчування. Мульча виступає в ролі штучного аналога степової повсті, покликаного зберігати оптимальний гідротермічний режим ґрунту.
Рослинні рештки є основним джерелом надходження органічних речовин у ґрунти. Особливості степової повсті впливають на перебіг процесів  гуміфікації і мінералізації рослинних решток у ґрунтах. В опаді степів, на відміну від опаду широколистяних та хвойних лісів, міститься більше біогенних елементів і мало воску, смол, дубильних речовин. Через це процеси розкладу відбуваються в більшій мірі за рахунок бактерій. Це сприяє акумуляції основ і гумусу у верхньому генетичному горизонті і визначає його нейтральну, або слабо лужну реакцію.

## Вплив на розвиток рослинності

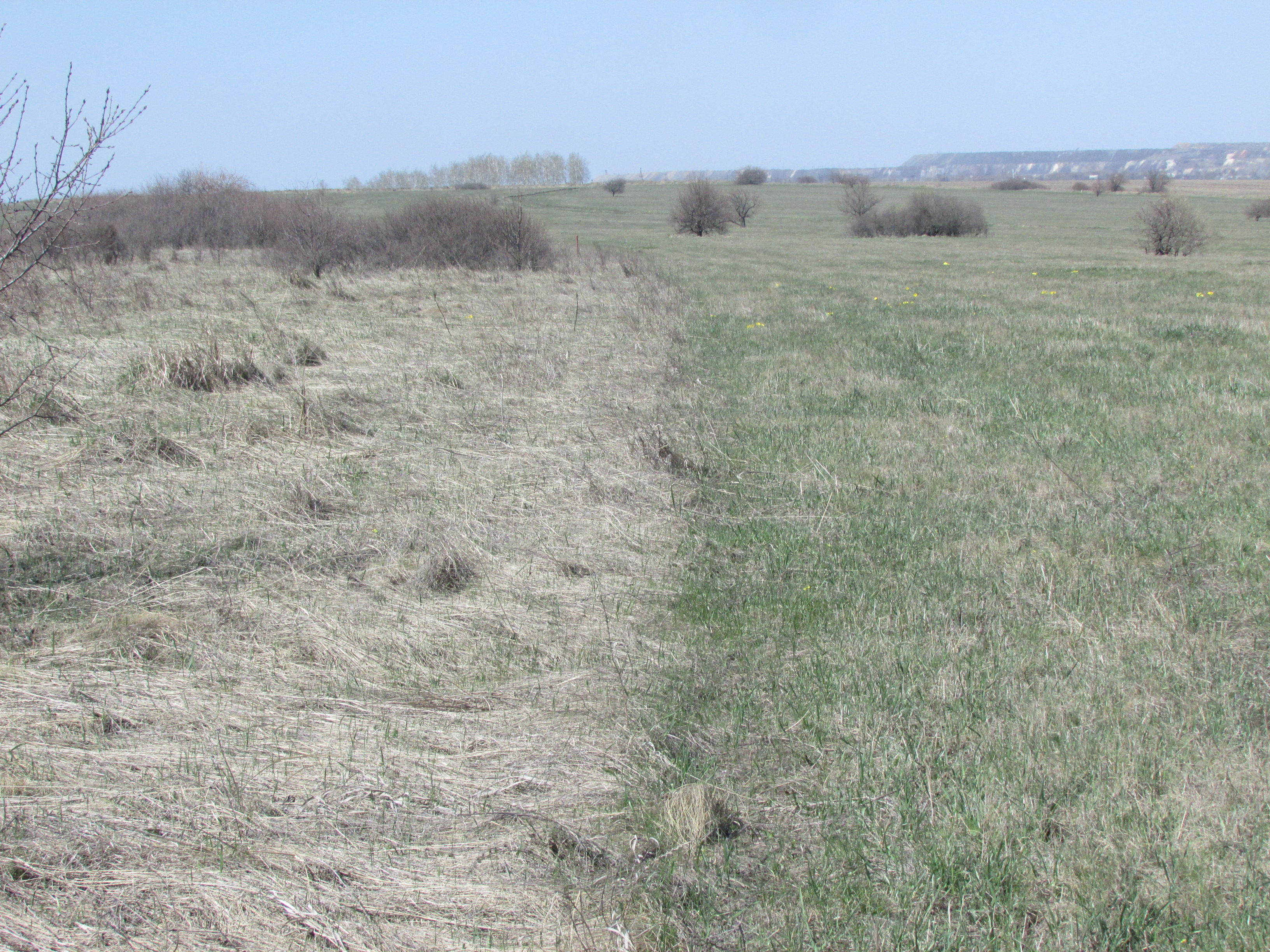
Накопичення степової повсті в умовах заповідника в степовій зоні. Зліва — некошена ділянка зі степовою повстю, праворуч — кошена ділянка.

Накопичуючись на поверхні ґрунту, степова повсть утворює механічний бар'єр, який заважає степовому відновлення рослин. Через це насіння не може потрапити до ґрунту, а проросткам складніше пробитися до світла. Починає змінюватися видовий склад степових фітоценозів. Відбувається пригнічення злаків. А кореневищні і коренепаросткові навпаки, отримують кращі умови для розвитку і поширення. Ослаблення конкуренції з боку дернинних злаків дає можливість розвиватися чагарникам і навіть деяким видам деревних рослин.
У природних умовах вплив степової повсті на рослинність стримується тваринами-фітофагами, перш за все копитними. До заселення людиною степів Євразії, на них паслися стада сайгаків і тарпанів. У північноамериканських преріях таку ж роль відігравали бізони і вилороги. У сучасних заповідниках, як правило, стада диких копитних відсутні. Тому в умовах абсолютно-заповідного режиму спостерігається деградація степів. Флористична різноманітність трав'янистої рослинності падає, розростаються чагарники, серед яких починають приживатися окремі екземпляри дерев. Щоб зупинити ці процеси, в степових заповідниках вдаються до помірного втручання — проводять сінокосіння або обмежений випас.

## Степова повсть як середовище проживання
У товщі степової повсті мешкають різні дрібні організми (членистоногі, черви, водорості, гриби, бактерії), які відіграють важливу роль у розкладанні рослинних залишків. Різноманітність і чисельність мешканців степової повсті порівняно велика, але менше, ніж в деяких інших видах мертвого покриву. Це зумовлено континентальним кліматом степів, при якому степова повсть більшу частину року перебуває або в сухому або мерзлому вигляді (непридатному для споживання мікроорганізмами, грибами, безхребетними).